# Тюльпанная лихорадка (фильм)
«Тюльпанная лихорадка» (англ. Tulip Fever) — британо-американская историческая мелодрама режиссёра Джастина Чэдвика. Премьера фильма в США состоялась 13 августа 2017 года, в России — 24 августа.

## Сюжет
Действие происходит в 1630-е годы в Нидерландах, в Амстердаме, в разгар «тюльпанной лихорадки».
Зажиточный пожилой коммерсант Корнелис Сэндвурт заключает брак с юной Софией, воспитанницей монастырского приюта, чтобы обзавестись потомством. Но необдуманное решение пожилого вдовца жениться на безродной сироте приводит к трагедии.
Малоимущий молодой художник Жан Ван Лоос, которого Сэндвурт нанимает, чтобы нарисовать портрет любимой супруги, влюбляется в последнюю, которая, невзирая на горячие надежды своего мужа, неспособна зачать детей.
Ситуацию осложняют авантюра с тюльпанами, в которую в поисках «лёгких денег» втягивается наивный любовник Софии, а также амбиции и интриги служанки Марии, жених которой Уильям, также желая быстро разбогатеть, терпит крах и, лишившись всех денег, оказывается проданным на флот.
Пытаясь спасти себя и своего любовника, София выдает ребёнка Уильяма и Марии за своего первенца, но обман случайно открывается. Разочарованный Корнелис отбывает в Ост-Индию, переписав свое завещание в пользу Марии, Уильяма и их дочери, которую считал своей. Безутешной же Софии не остается ничего другого, как вернуться в монастырь и принять там постриг…

## В ролях
- Дэйн Дехан — Жан Ван Лоос[5][6]
- Алисия Викандер — София Сэндвурт, жена Корнелиса
- Кристоф Вальц — Корнелис Сэндвурт, муж Софии[7]
- Джек О’Коннелл — Уильям
- Холлидей Грейнджер — Мария[8]
- Джуди Денч — аббатиса монастыря Святой Урсулы[9]
- Зак Галифианакис — Геррит
- Мэттью Моррисон — Маттеус[10]
- Кара Делевинь — Аннета[11]
- Том Холландер — доктор Сорг
- Крессида Бонас — миссис Стин[12]
- Кевин Маккидд — Йохан Де Бай
- Дэвид Хэрвуд — Пратер[13]
- Джоанна Скэнлэн — госпожа Овервальт

## Производство
Фильм планировалось снимать ещё в 2004 году. Режиссёром картины должен был выступить Джон Мэдден, а в главные роли были предназначены для Джуда Лоу и Киры Найтли, однако в связи с изменениями в налоговом законодательстве Великобритании производство было приостановлено.

## Критика
Фильм получил отрицательные отзывы кинокритиков. На сайте Rotten Tomatoes фильм имеет рейтинг 9 % на основе 53 рецензий со средним баллом 4,4 из 10. На сайте Metacritic фильм имеет оценку 38 из 100 на основе 21 рецензии критиков, что соответствует статусу «в целом неблагоприятные отзывы».
В прокате картина провалилась: при 25-миллионном бюджете сборы составили около 8,4 млн долларов.